# Endurance (wyścig samochodowy)
Endurance – długodystansowy wytrzymałościowy wyścig samochodowy rozgrywany na torach Europy Środkowej. Organizowany przez Polski Związek Motorowy w oparciu o przepisy Międzynarodowego Kodeksu Sportowego FIA w zakresie sportu wyścigowego.

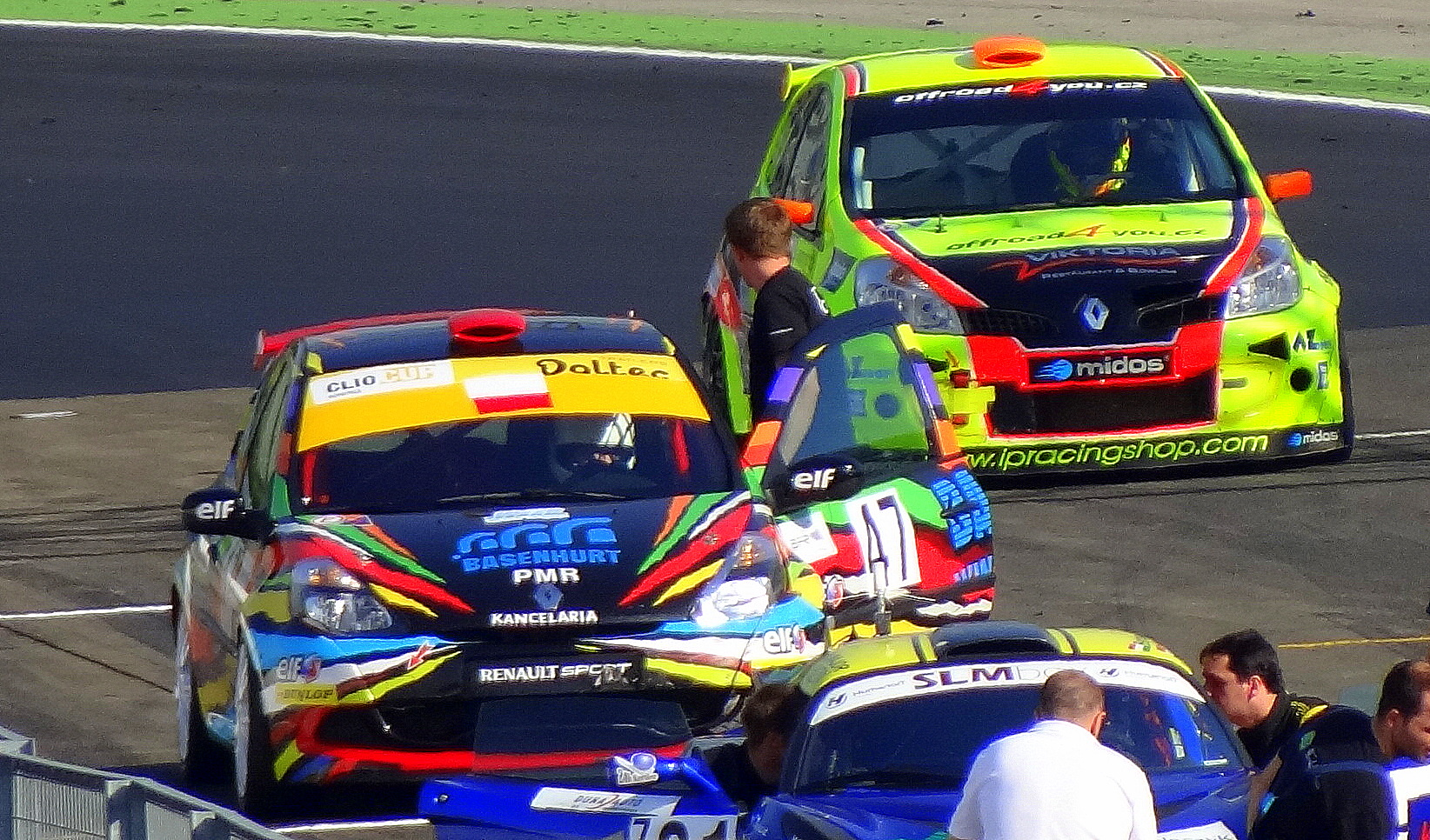
Przygotowanie do startu lotnego w Endurance

Endurance – jest wyścigiem minimum dwugodzinnym w którym konieczny jest przynajmniej jeden pit stop podczas którego wymagana jest przynajmniej jedna zmiana kierowców. Podczas postoju mechanicy mogą dokonać dotankowania pojazdu i wymiany opon.
Rozgrywki odbywają się na torach:
- Hungaroring – Węgry
- Pannónia-Ring – Węgry
- Slovakiaring – Słowacja
- Tor Poznań – Polska
- Autodrom Most – Czechy
- Masaryk Circuit – Czechy

## Klasyfikacja Endurance WSMP (sezon 2012)

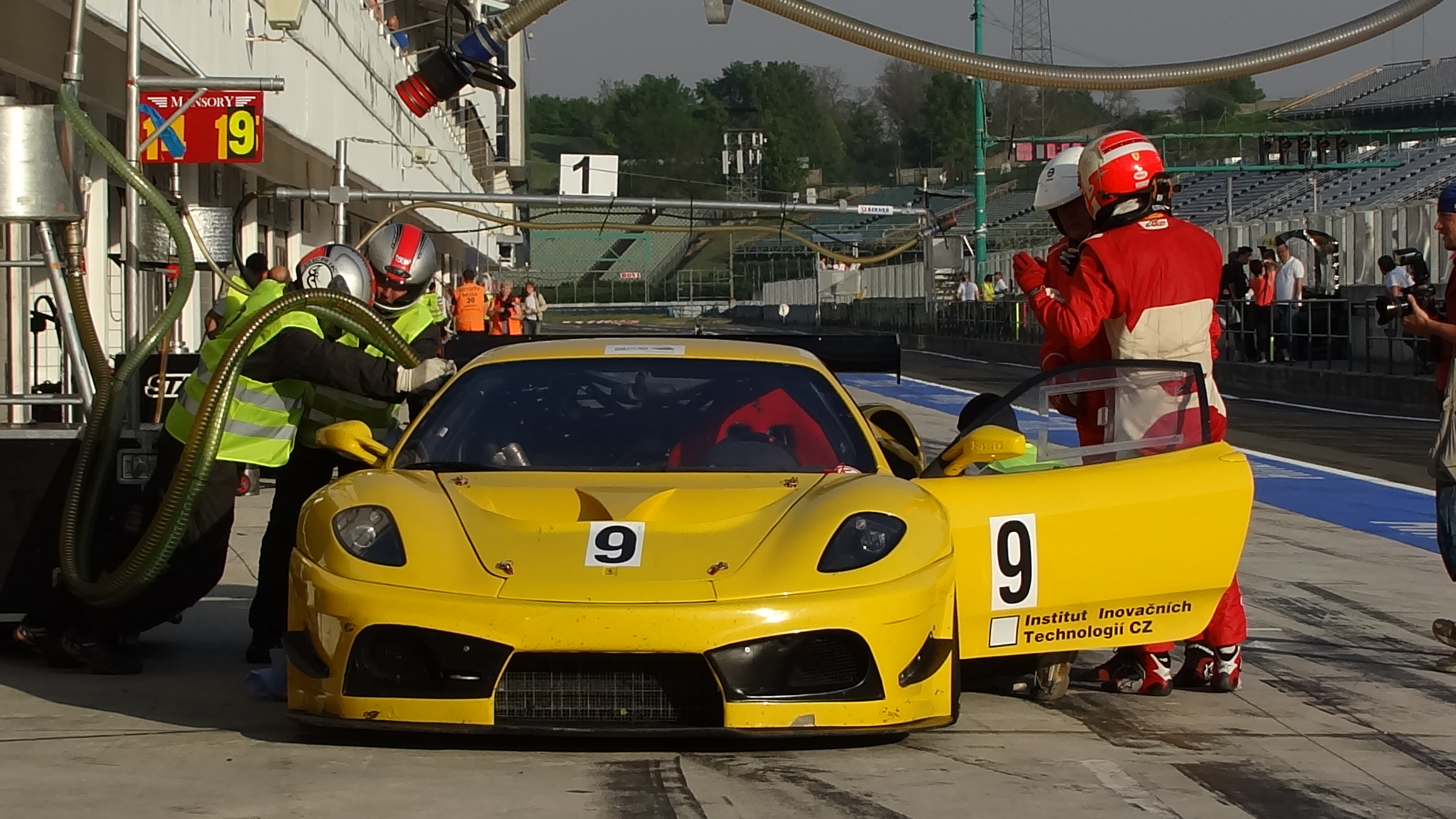
pit stop – tankowanie z wieży paliwowej

- Źródło: Polski Związek Motorowy[2]

### Klasa E1-2000

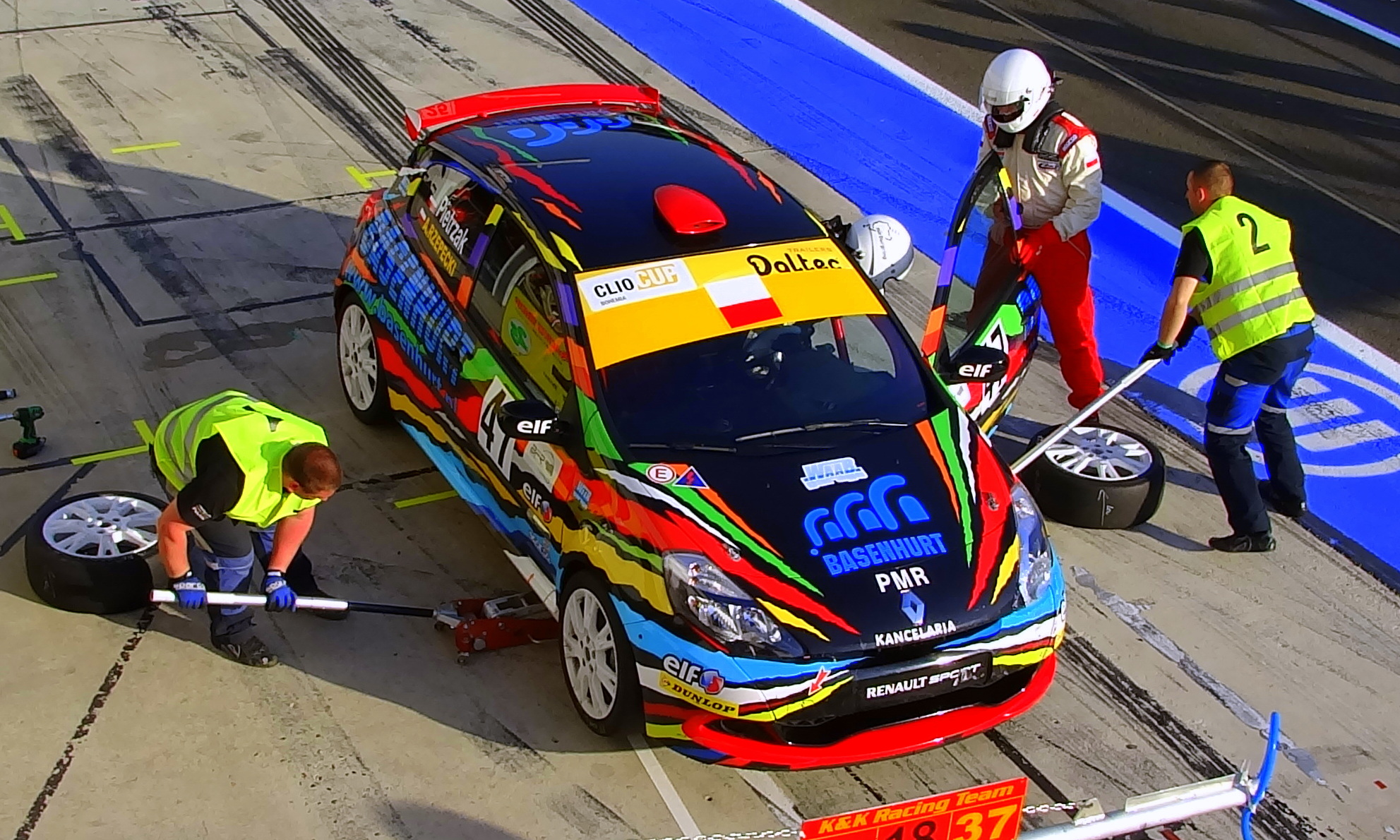
pit stop – zmiana kierowców Adam Rzepecki (kierowca)/ Maciej Roch Pietrzak

| # | Kierowca                                                  | Samochód                    | Punkty |
| - | --------------------------------------------------------- | --------------------------- | ------ |
| 1 | Maciej Roch Pietrzak/Adam Rzepecki                        | Renault Clio III RS Cup     | 20     |
| 2 | Marcin Scheffler / Marek Bolek Rzepecki / Wojciech Wetula | Renault Clio III RS Cup     | 9      |
| 3 | Milan Valasek / Christian Malcharek                       | Renault Clio III Racing Kit | 5      |

### Klasa E1-3500

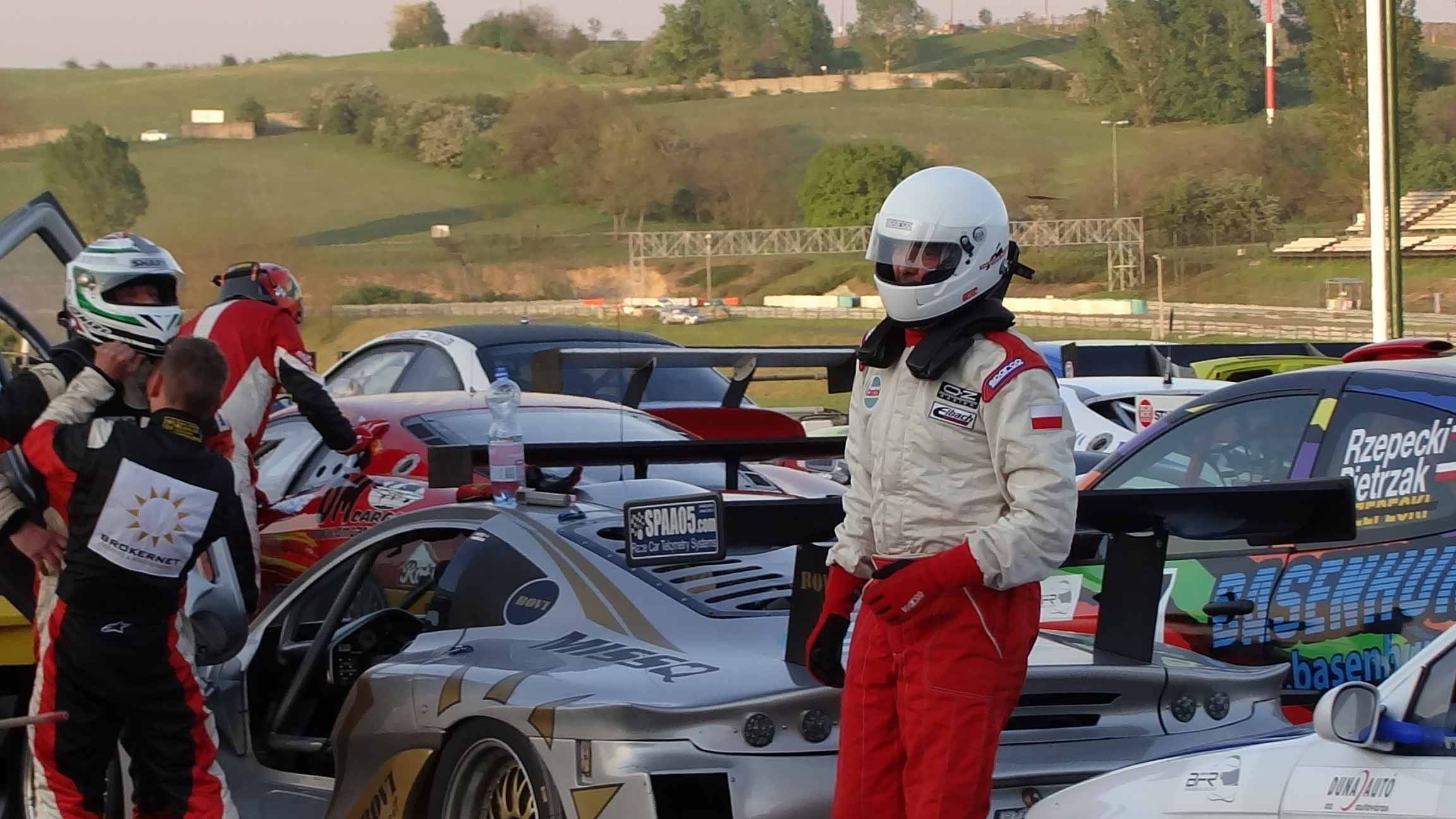
Park Frame – park zamknięty po wyścigu

| # | Kierowca                              | Samochód        | Punkty |
| - | ------------------------------------- | --------------- | ------ |
| 1 | Andrzej Lewandowski/Teodor Myszkowski | Porsche 997 GT3 | 30     |
| 2 | Luis Scarpaccio / Fabio Ghizzi        | Ginetta         | 5      |
| 3 | Vizin / Major                         | Lotus Exige     | 4      |

### Klasa E1+3500
| # | Kierowca                       | Samochód        | Punkty |
| - | ------------------------------ | --------------- | ------ |
| 1 | Maciej Stańco/Artur Janosz     | Ferrari 430 GT3 | 31     |
| 2 | Stefan Biliński/Mariusz Miękoś | Porsche 997 GT3 | 20     |
| 3 | Miro Konopka/Matej Konopka     | Porsche 997 GT3 | 15     |